# Christian Bernard
Christian Bernard F.R.C., (n. 30 noiembrie 1951) este Imperator al AMORC, un Ordin mistic rozacrucian. El a devenit Imperator la 12 aprilie 1990.

## Biografie
Conform publicațiilor periodice pe care AMORC le distribuie membrilor săi, el a devenit rozacrucian la frageda vârstă de 15 ani. 
Christian Bernard menține un nivel de trai modest, este căsătorit cu o femeie numită Helene; sunt amândoi dedicați obligațiilor ezoterice și au trei copii, de asemenea membri ai AMORC. Pasiunea sa pentru fotbal este remarcată și în pagina oficială de internet a organizației.

## Lucrări importante
Cărți
- „Așa să fie” (1995)[3][4]
- „Întrebări și răspunsuri rozacruciene” (2001)[5]
- „Reflecții rozacruciene” (2012)[6][7]